# 2MASS J13452562+5216337
2MASS J13452562+5216337 ist ein Brauner Zwerg im Sternbild Großer Wagen. Er wurde 2006 von Kuenley Chiu et al. entdeckt und gehört der Spektralklasse L3,5 an.